# Zoran Vulić
Zoran Vulić (Split, 1961. október 4. –) jugoszláv és horvát válogatott horvát labdarúgó, hátvéd, edző.

## Pályafutása

### Klubcsapatban
1979 és 1988 között a Hajduk Split, 1988 és 1991 között a spanyol RCD Mallorca, 1991 és 1993 között a francia FC Nantes labdarúgója volt. 1993 és 1995 között ismét a  Hajduk Split csapatában szerepelt és itt fejezte be az aktív játékot. A Hajdukkal két jugoszlávkupagyőzelmet illetve kettő horvát bajnoki címet és egy kupagyőzelmet ért el.

### A válogatottban
1986 és 1991 között 25 alkalommal szerepelt a jugoszláv válogatottban és egy gólt szerzett. Részt vett az 1990-es olaszországi világbajnokságon, ahol a jugoszláv csapat Argentína ellen esett ki a negyeddöntőben egy 0–0-s mérkőzés utáni tizenegyespárbajban. 1990 és 1993 között három mérkőzésen szerepelt a horvát válogatottban.

### Edzőként
Öt időszakban volt a Hajduk Split vezetőedzője (1998, 2000–01, 2002–04, 2006–07, 2018) és egy-egy horvát bajnoki címet és kupagyőzelmet nyert a csapattal. 2008-ban az orosz Lucs-Enyergija szakmai munkáját irányította. 2009-ben hazatért és 2015-ig ismét Horvátországban dolgozott. 2009-ben a HNK Rijeka, 2010 és 2010–11-ben az Istria 1961, 2012–13-ban az RNK Split, 2014-ben a horvát U19-es válogatott, 2014–15-ben ismét az RNK Split csapatainál tevékenykedett. 2015-16-ban a moldáv Sheriff Tiraspol vezetőedzőjeként bajnokságot nyert a csapattal. 2016–17-ben a kazak Atirau, 2017-ben a görög Apólon Zmírnisz, majd 2022-ben a Xánthi szakmai munkáját irányította.

## Sikerei, díjai

### Játékosként
/  Hajduk Split
- Jugoszláv kupa
  - győztes (2): 1984, 1987
- Horvát bajnokság
  - bajnok (2): 1993–94, 1994–95
- Horvát kupa
  - győztes: 1995

### Edzőként
Hajduk Split
- Horvát bajnokság
  - bajnok: 2000–01
- Horvát kupa
  - győztes: 2003

 Sheriff Tiraspol
- Moldáv bajnokság
  - bajnok: 2015–16

## Statisztika

### Mérkőzései a jugoszláv válogatottban
| Jugoszlávia | Jugoszlávia          | Jugoszlávia                            | Jugoszlávia             | Jugoszlávia | Jugoszlávia    | Jugoszlávia     | Jugoszlávia | Jugoszlávia |
| #           | Dátum                | Helyszín                               | Hazai                   | Eredmény    | Vendég         | Kiírás          | Gólok       | Esemény     |
| ----------- | -------------------- | -------------------------------------- | ----------------------- | ----------- | -------------- | --------------- | ----------- | ----------- |
| 1.          | 1986. április 30.    | Recife, Estádio do Arruda              | Brazília                | 4 – 2       | Jugoszlávia    | barátságos      | -           | 53'         |
| 2.          | 1986. május 19.      | Brüsszel, Heysel Stadion               | Belgium                 | 1 – 3       | Jugoszlávia    | barátságos      | -           | 78'         |
| 3.          | 1987. március 25.    | Banja Luka, Gradski Stadion            | Jugoszlávia             | 4 – 0       | Ausztria       | barátságos      | -           |             |
| 4.          | 1987. április 29.    | Belfast, Windsor Park                  | Észak-Írország          | 1 – 2       | Jugoszlávia    | Eb-selejtező    | -           | 46'         |
| 5.          | 1987. augusztus 29.  | Belgrád, Crvena zvezda Stadion         | Jugoszlávia             | 0 – 1       | Szovjetunió    | barátságos      | -           |             |
| 6.          | 1987. szeptember 23. | Pisa, Aréna Garibaldi                  | Olaszország             | 1 – 0       | Jugoszlávia    | barátságos      | -           |             |
| 7.          | 1988. március 23.    | Swansea, Vetch Field                   | Wales                   | 1 – 2       | Jugoszlávia    | barátságos      | -           |             |
| 8.          | 1988. március 31.    | Split, Gradski stadion u Poljudu       | Jugoszlávia             | 1 – 1       | Olaszország    | barátságos      | -           |             |
| 9.          | 1988. június 4.      | Bréma, Weserstadion                    | NSZK                    | 1 – 1       | Jugoszlávia    | barátságos      | -           |             |
| 10.         | 1989. augusztus 23.  | Kuopio, Väinölänniemen stadion         | Finnország              | 2 – 2       | Jugoszlávia    | barátságos      | -           |             |
| 11.         | 1989. október 28.    | Athén, Olimpiai Stadion (GRE)          | Ciprus                  | 1 – 2       | Jugoszlávia    | vb-selejtező    | -           |             |
| 12.         | 1989. december 13.   | London, Wembley Stadion                | Anglia                  | 2 – 1       | Jugoszlávia    | barátságos      | -           |             |
| 13.         | 1990. március 28.    | Łódź, Widzew Stadion                   | Lengyelország           | 0 – 0       | Jugoszlávia    | barátságos      | -           | 46'         |
| 14.         | 1990. május 26.      | Ljubljana, Bežigrad Stadion            | Jugoszlávia             | 0 – 1       | Spanyolország  | barátságos      | -           |             |
| 15.         | 1990. június 3.      | Zágráb, Maksimir Stadion               | Jugoszlávia             | 0 – 2       | Hollandia      | barátságos      | -           |             |
| 16.         | 1990. június 10.     | Milánó, San Siro (ITA)                 | NSZK                    | 4 – 1       | Jugoszlávia    | vb-csoportkör   | -           |             |
| 17.         | 1990. június 14.     | Bologna, Renato Dall’Ara Stadion (ITA) | Egyesült Arab Emírségek | 1 – 4       | Jugoszlávia    | vb-csoportkör   | -           | 65'         |
| 18.         | 1990. június 26.     | Verona, Bentegodi Stadion (ITA)        | Spanyolország           | 1 – 2       | Jugoszlávia    | vb-nyolcaddöntő | -           | 78'         |
| 19.         | 1990. június 30.     | Firenze, Stadio Comunale (ITA)         | Argentína               | 0 – 0       | Jugoszlávia    | vb-negyeddöntő  | -           |             |
| 20.         | 1990. szeptember 12. | Belfast, Windsor Park                  | Észak-Írország          | 0 – 2       | Jugoszlávia    | Eb-selejtező    | -           |             |
| 21.         | 1990. október 31.    | Belgrád, Crvena zvezda Stadion         | Jugoszlávia             | 4 – 1       | Ausztria       | Eb-selejtező    | -           |             |
| 22.         | 1990. november 14.   | Koppenhága, Idrætsparken Stadion       | Dánia                   | 0 – 2       | Jugoszlávia    | Eb-selejtező    | -           |             |
| 23.         | 1991. március 27.    | Belgrád, Crvena zvezda Stadion         | Jugoszlávia             | 4 – 1       | Észak-Írország | Eb-selejtező    | -           | 84'         |
| 24.         | 1991. május 1.       | Belgrád, Crvena zvezda Stadion         | Jugoszlávia             | 1 – 2       | Dánia          | Eb-selejtező    | -           |             |
| 25.         | 1991. május 16.      | Belgrád, Crvena zvezda Stadion         | Jugoszlávia             | 7 – 0       | Feröer         | Eb-selejtező    | 1           | 65'         |
|             | Összesen             |                                        |                         | 25          | mérkőzés       |                 | 1           | gól         |

### Mérkőzései a horvát válogatottban
| Horvátország | Horvátország      | Horvátország                    | Horvátország | Horvátország | Horvátország     | Horvátország | Horvátország | Horvátország |
| #            | Dátum             | Helyszín                        | Hazai        | Eredmény     | Vendég           | Kiírás       | Gólok        | Esemény      |
| ------------ | ----------------- | ------------------------------- | ------------ | ------------ | ---------------- | ------------ | ------------ | ------------ |
| 1.           | 1990. október 17. | Zágráb, Maksimir Stadion        | Horvátország | 2 – 1        | Egyesült Államok | barátságos   | -            |              |
| 2.           | 1991. június 19.  | Muraszombat, Fazanerija Stadion | Szlovénia    | 0 – 1        | Horvátország     | barátságos   | -            | 30'          |
| 3.           | 1993. június 25.  | Zágráb, Maksimir Stadion        | Horvátország | 3 – 1        | Ukrajna          | barátságos   | -            | 44'          |
|              | Összesen          |                                 |              | 3            | mérkőzés         |              | 0            | gól          |